# Phyllobius betulinus
Phyllobius betulinus — вид долгоносиков-скосарей из подсемейства Entiminae.

## Описание
Жук длиной 3,5-6,5 мм. Надкрылья в длинных торчащих желтоватых волосках и тонких волосовидных металлически-зелёных чешуйках, редко почти голые. Виски назад не суженые. 

## Экология
Жук питается листьями берёзы (Betula), плодовых и других деревьев.

## Подвиды
- Phyllobius betulinus betulinus (Bechstein & Scharfenberg, 1805)
- Phyllobius betulinus hellenicus Apfelbeck, 1916